# Amnissos
Amnissos és un lloc de la Prefectura d'Iràklio, a uns 7 km a l'est de la ciutat de Càndia, amb importants restes minoiques, situades a l'àrea de Palaiochora. Les restes més antigues són del segle xix aC. L'anomenada "Vila de la liles" fou destruïda pel foc vers el 1500 aC, però altres complexos foren habitats fins vers el 1200 aC. Al període arcaic, segle VII aC, es va fundar el santuari de Zeus Thenatas, que va existir fins al segle ii. Després la zona fou abandonada fins a l'època veneciana.
Fou excavada per Spyridon Marinatos el 1929-1938. Una part fou després excavada per Stylianos Alexiou i el 1983-1985 els edificis foren netejats i concretats per l'Institut arqueològic de la Universitat de Heidelberg, sota direcció de Jorg Schaefer. S'han fet després alguns treballs de restauració.
Els llocs principals són:
- La Vila de les liles, una vila minoica amb corredors empedrats, polithyra, altar, cuina i habitacions decorades amb murals que representen liles.

- El santuari de Zeus Thenatas al turó de Palaiochora que té un períbol rodejant un altar circular. Es pot veure una paret del període minoic prop del santuari.

- L'edifici del Mègaron, que està dividit en dos cambres separades per un mur de partició, que encara s'utilitzava vers el 1400 aC.

- El complex E és una part de l'establiment minoic a l'oest del turó de Palaiochora; una part va quedar coberta per la mar, i l'àrea conservada està dividida en dos ales: l'oriental amb magatzems, i l'occidental, amb un altar i altres dependències.

- El complex F és una altra part de l'establiment minoic a l'oest del turó de Palaiochora; està format per complexes irregulars amb habitacions on s'emmagatzemaven àmfores, un petit temple o similar i un lloc obert.

- Cases del període venecià al lloc de Mosovouni, al turó de Palaiochora, destruïdes al final de l'ocupació otomana.